# Aspalathus esterhuyseniae
Aspalathus esterhuyseniae är en ärtväxtart som beskrevs av Rolf Martin Theodor Dahlgren. Aspalathus esterhuyseniae ingår i släktet Aspalathus och familjen ärtväxter. Inga underarter finns listade i Catalogue of Life.